# Bahnstrecke Uelzen–Langwedel
| Regionalzug im Bahnhof Soltau (2012) |                          |                                               |                                               |
| Streckennummer (DB): | 1960                     |                                               |                                               |
| Kursbuchstrecke (DB): | 116 (Uelzen–Bremen)      |                                               |                                               |
| Kursbuchstrecke: | 187 (1934) 209 (1946)    |                                               |                                               |
| Streckenlänge: | 97,4 km                  |                                               |                                               |
| Spurweite: | 1435 mm (Normalspur)     |                                               |                                               |
| Streckenklasse: | D4                       |                                               |                                               |
| Streckengeschwindigkeit: | 80 km/h                  |                                               |                                               |
| Zugbeeinflussung: | PZB                      |                                               |                                               |
| Zweigleisigkeit: | Uelzen–Uelzen Fischerhof |                                               |                                               |
| |                          |                                               |                                               |
| \| \| \| Strecke von Stendal \| \| \| \| \| Strecke von Hannover \| \| \| \| −0,390 \| Uelzen Gbf (Bft) \| Uelzen Gbf (Bft) \| \| \| 0,0 \| Uelzen \| Uelzen \| \| \| \| Strecke nach Hamburg, Strecke nach Dannenberg \| \| \| \| 2,2 \| Uelzen Fischerhof \| Uelzen Fischerhof \| \| \| 5,1 \| Westerweyhe \| Westerweyhe \| \| \| 11,7 \| Ebstorf (Kr Uelzen) \| Ebstorf (Kr Uelzen) \| \| \| 22,5 \| Brockhöfe \| Brockhöfe \| \| \| \| Strecke von Beckedorf \| \| \| \| 33,6 \| Munster (Örtze) \| Munster (Örtze) \| \| \| \| Örtze \| \| \| \| \| Bundeswehranschluss \| \| \| \| 41,4 \| Emmingen \| Emmingen \| \| \| 44,8 \| Neubaustrecke Hannover–Hamburg (geplant) \| Neubaustrecke Hannover–Hamburg (geplant) \| \| \| \| Bundesautobahn 7 \| \| \| \| 45,1 \| Soltau-Harber (Awanst) \| Soltau-Harber (Awanst) \| \| \| \| Strecke Lüneburg–Soltau \| \| \| \| \| Heidebahn Hannover–Buchholz \| \| \| \| \| Böhme \| \| \| \| \| Heidebahn von Buchholz \| \| \| \| 52,1 \| Soltau (Han) \| Soltau (Han) \| \| \| \| Heidebahn nach Hannover \| \| \| \| \| ehem. Strecke Neuenkirchen–Soltau \| \| \| \| 59,9 \| Frielingen (Kr Fallingbostel) \| Frielingen (Kr Fallingbostel) \| \| \| 65,8 \| Riepholm \| Riepholm \| \| \| 67,5 \| Visselhövede Stadt (Awanst) \| Visselhövede Stadt (Awanst) \| \| \| \| ehem. Strecke von Walsrode \| \| \| \| 70,2 \| Visselhövede \| Visselhövede \| \| \| \| ehem. Strecke nach Rotenburg (Wümme) \| \| \| \| \| Bahnstrecke Bremervörde–Walsrode \| \| \| \| 73,8 \| Jeddingen \| Jeddingen \| \| \| 79,1 \| Bendingbostel \| Bendingbostel \| \| \| 87,4 \| Kirchlinteln (geplant) \| Kirchlinteln (geplant) \| \| \| 88,4 \| Kirchlinteln \| Kirchlinteln \| \| \| \| Bundesautobahn 27 \| \| \| \| \| Strecke Rotenburg–Verden \| \| \| \| \| Strecke von Hannover \| \| \| \| 97,4 \| Langwedel \| Langwedel \| \| \| \| Strecke nach Bremen \| \| |                          |                                               |                                               |
| Strecke |                          | Strecke von Stendal                           | Strecke von Stendal                           |
| Abzweig geradeaus und von links |                          | Strecke von Hannover                          | Strecke von Hannover                          |
| Dienststation / Betriebs- oder Güterbahnhof | −0,390                   | Uelzen Gbf (Bft)                              | Uelzen Gbf (Bft)                              |
| Bahnhof | 0,0                      | Uelzen                                        | Uelzen                                        |
| Abzweig geradeaus und nach rechts |                          | Strecke nach Hamburg, Strecke nach Dannenberg | Strecke nach Hamburg, Strecke nach Dannenberg |
| Überleitstelle / Spurwechsel | 2,2                      | Uelzen Fischerhof                             | Uelzen Fischerhof                             |
| ehemaliger Haltepunkt / Haltestelle | 5,1                      | Westerweyhe                                   | Westerweyhe                                   |
| Bahnhof | 11,7                     | Ebstorf (Kr Uelzen)                           | Ebstorf (Kr Uelzen)                           |
| Haltepunkt / Haltestelle | 22,5                     | Brockhöfe                                     | Brockhöfe                                     |
| Abzweig geradeaus und von links |                          | Strecke von Beckedorf                         | Strecke von Beckedorf                         |
| Bahnhof | 33,6                     | Munster (Örtze)                               | Munster (Örtze)                               |
| Brücke über Wasserlauf |                          | Örtze                                         | Örtze                                         |
| Abzweig geradeaus und nach links |                          | Bundeswehranschluss                           | Bundeswehranschluss                           |
| ehemaliger Bahnhof | 41,4                     | Emmingen                                      | Emmingen                                      |
| Kreuzung geradeaus unten (Querstrecke außer Betrieb) | 44,8                     | Neubaustrecke Hannover–Hamburg (geplant)      | Neubaustrecke Hannover–Hamburg (geplant)      |
| Strecke mit Straßenbrücke |                          | Bundesautobahn 7                              | Bundesautobahn 7                              |
| Blockstelle | 45,1                     | Soltau-Harber (Awanst)                        | Soltau-Harber (Awanst)                        |
| Kreuzung geradeaus unten |                          | Strecke Lüneburg–Soltau                       | Strecke Lüneburg–Soltau                       |
| Kreuzung geradeaus unten |                          | Heidebahn Hannover–Buchholz                   | Heidebahn Hannover–Buchholz                   |
| Brücke über Wasserlauf |                          | Böhme                                         | Böhme                                         |
| Abzweig geradeaus und von links |                          | Heidebahn von Buchholz                        | Heidebahn von Buchholz                        |
| Bahnhof | 52,1                     | Soltau (Han)                                  | Soltau (Han)                                  |
| Abzweig geradeaus und nach links |                          | Heidebahn nach Hannover                       | Heidebahn nach Hannover                       |
| Kreuzung geradeaus unten (Querstrecke außer Betrieb) |                          | ehem. Strecke Neuenkirchen–Soltau             | ehem. Strecke Neuenkirchen–Soltau             |
| ehemaliger Bahnhof | 59,9                     | Frielingen (Kr Fallingbostel)                 | Frielingen (Kr Fallingbostel)                 |
| ehemaliger Bahnhof | 65,8                     | Riepholm                                      | Riepholm                                      |
| Blockstelle | 67,5                     | Visselhövede Stadt (Awanst)                   | Visselhövede Stadt (Awanst)                   |
| Abzweig geradeaus und ehemals von links |                          | ehem. Strecke von Walsrode                    | ehem. Strecke von Walsrode                    |
| Bahnhof | 70,2                     | Visselhövede                                  | Visselhövede                                  |
| Abzweig geradeaus und ehemals nach links |                          | ehem. Strecke nach Rotenburg (Wümme)          | ehem. Strecke nach Rotenburg (Wümme)          |
| Kreuzung geradeaus oben (Querstrecke außer Betrieb) |                          | Bahnstrecke Bremervörde–Walsrode              | Bahnstrecke Bremervörde–Walsrode              |
| ehemaliger Bahnhof | 73,8                     | Jeddingen                                     | Jeddingen                                     |
| ehemaliger Bahnhof | 79,1                     | Bendingbostel                                 | Bendingbostel                                 |
| ehemaliger Haltepunkt / Haltestelle | 87,4                     | Kirchlinteln (geplant)                        | Kirchlinteln (geplant)                        |
| ehemaliger Bahnhof | 88,4                     | Kirchlinteln                                  | Kirchlinteln                                  |
| Strecke mit Straßenbrücke |                          | Bundesautobahn 27                             | Bundesautobahn 27                             |
| Kreuzung geradeaus unten |                          | Strecke Rotenburg–Verden                      | Strecke Rotenburg–Verden                      |
| Abzweig geradeaus und von links |                          | Strecke von Hannover                          | Strecke von Hannover                          |
| Bahnhof mit S-Bahn-Halt | 97,4                     | Langwedel                                     | Langwedel                                     |
| Strecke |                          | Strecke nach Bremen                           | Strecke nach Bremen                           |

Die Bahnstrecke Uelzen–Langwedel ist eine überwiegend eingleisige, nicht elektrifizierte Nebenbahn, welche die Lüneburger Heide in ost-westlicher Richtung erschließt. Bekannt wurde die Strecke als Teil der sogenannten Amerikalinie.

## Geschichte

### Länderbahnzeit
Die „Bremer Staatsbahn“ wurde ursprünglich vom Bremer Senat errichtet und 1873 eröffnet.
Der Bau wurde anfänglich durch den Ingenieur Rudolph Berg geleitet, der 1872 zum Oberbaurat in Bremen ernannt wurde. Die Linie führt vom niedersächsischen Langwedel nach Osten durch die Lüneburger Heide nach Uelzen. In Langwedel schloss sie an die Eisenbahnstrecke nach Wunstorf an, die je zur Hälfte Bremen und Hannover gehörte und von den Königlich Hannöverschen Staatseisenbahnen betrieben wurde. Die auf dem Abschnitt Langwedel–Uelzen erwirtschafteten Gewinne wurden zunächst im Verhältnis zwei (Magdeburg-Halberstädter Eisenbahngesellschaft, die die Amerikalinie betrieb) zu eins (Bremen) geteilt, bis der Betrieb durch Preußen übernommen wurde. Mit Beginn des 20. Jahrhunderts rückte die Strecke als kürzeste Verbindung Berlins mit dem Flottenstützpunkt Wilhelmshaven in den Blickpunkt, weshalb mehrere Kasernen und Truppenübungsplätze in Munster (Örtze) eingerichtet und die Strecke 1904–1906 zweigleisig ausgebaut wurde.

### Reichsbahnzeit
In der Zwischenkriegszeit verkehrten weiter einzelne Schnellzüge zwischen Berlin und Wilhelmshaven sowie Norddeich über diese Bahnstrecke. Im Zweiten Weltkrieg waren die Bahnhöfe wiederholt Ziele von Luftangriffen. Ende der 1930er Jahre kam es im Bereich eines inzwischen nicht mehr existierenden Bahnübergangs bei Walle (Landkreis Verden, heute auch Stadt Verden) – heute ist hier eine Überführung der B 215 über die Bahnstrecke – zu einer Kollision eines Omnibusses mit dem Zug Adolf Hitlers, bei der mehrere Menschen starben. Der Führerzug setzte nach kurzem Aufenthalt in Kirchlinteln seine Fahrt fort. Im Februar 1945 wurde bei einem Luftangriff nahe den Ortschaften Scharnhorst und Walle ein Flüchtlingszug zerstört, wobei es zahlreiche Todesopfer gab. Die Strecke war zwischen zurückweichenden Wehrmachtverbänden und der vorrückenden britischen Armee heftig umkämpft.

### Bundesbahnzeit
Nach dem Zweiten Weltkrieg wurde die Verbindung durch die Lüneburger Heide schrittweise bis 1987 zu einer eingleisigen Nebenbahn zurückgebaut und einige Haltepunkte und Bahnhöfe für den Personenverkehr geschlossen, daneben wurden auch viele Güterverkehrsanlagen aufgehoben. 1987 wurden die meisten wärterbedienten Schranken durch automatische Bahnübergangssicherungsanlagen ersetzt.

## Heutige Situation

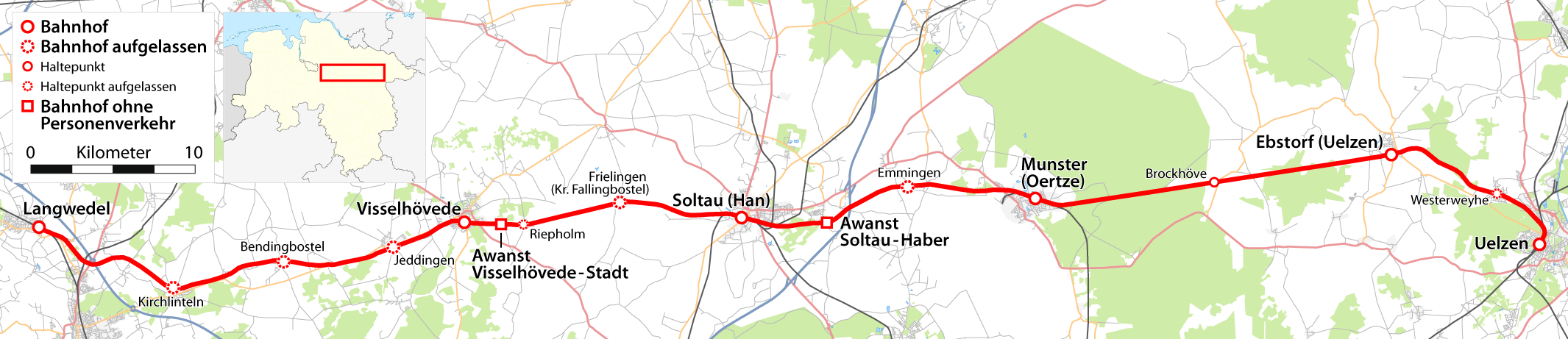
Streckenverlauf

### Baulicher Zustand
Auch nach dem Fall der Mauer befindet sich die Verbindung als nicht elektrifizierte Strecke von geringer Bedeutung im Bestand der DB Netz. Sie wurde bisher kaum modernisiert. So finden sich zwischen Langwedel und Uelzen viele für Eisenbahnfreunde attraktive Bauwerke wie beispielsweise alte Stellwerksanlagen, Telegrafenmasten, Formsignale und Empfangsgebäude.

#### Sanierung
Im Frühjahr 2009 wurden Sanierungsarbeiten an der Trasse zwischen Langwedel und Soltau abgeschlossen, die seit den 1990er Jahren immer wieder aufgeschoben worden waren. Das Eisenbahn-Bundesamt (EBA) hatte der Deutschen Bahn unter Fristsetzung angedroht, den Betrieb zwischen Langwedel und Soltau ganz zu untersagen. Daraufhin wurde der Zugverkehr im Winterfahrplan 2008/2009 bis zum Februar zwecks umfassender Arbeiten an der Strecke und im Bahnhof Visselhövede unterbrochen. Diese Baumaßnahmen dienten der Existenzsicherung der Strecke.
Die Bedeutung der Strecke steigt heute wieder. Das liegt zum einen am neuen Tiefwasserhafen JadeWeserPort und zum anderen an den weiter steigenden Gütermengen der Bremer Häfen, für die diese Strecke eine direkte Verbindung in Richtung Osten/Südosten darstellt. Aus diesem Grund wurde in der zweiten Jahreshälfte 2012 die bis dahin bei der Instandhaltung vernachlässigte Strecke zwischen Langwedel und Soltau gesperrt, um umfangreiche Sanierungsmaßnahmen durchzuführen, unter anderem 36 km Gleiserneuerung.
Im Frühjahr 2013 wurde der Abschnitt zwischen Soltau und Ebstorf ebenfalls umfangreich saniert, so dass das Gleis jetzt auf ganzer Länge inklusive aller Bahnhofsgleise in Visselhövede, Soltau, Munster und Ebstorf erneuert wurde.

### Personenverkehr

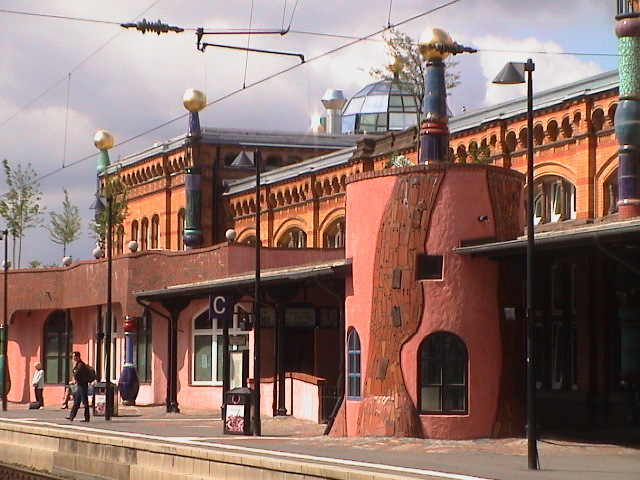
Hundertwasserbahnhof Uelzen

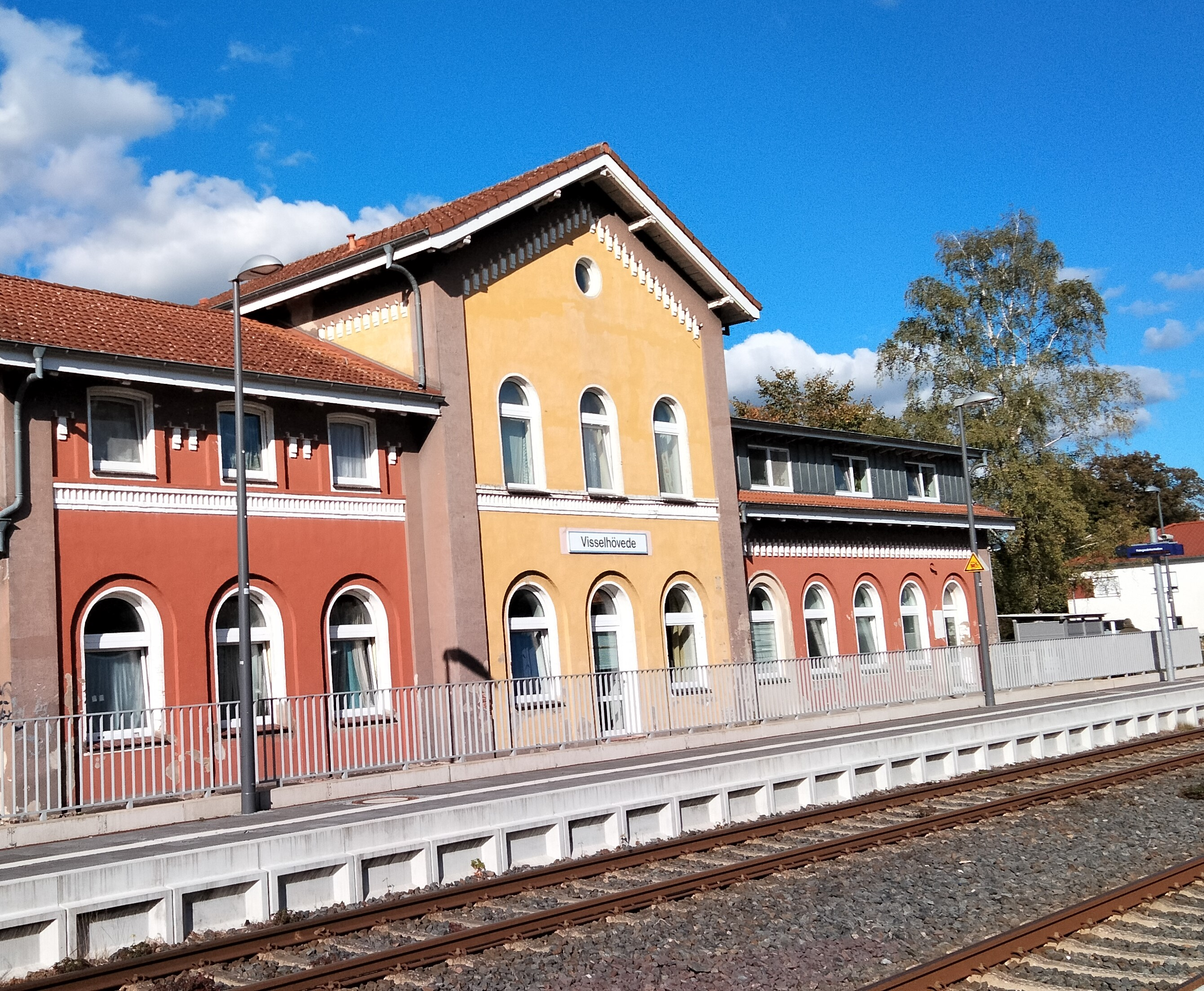
Bahnhof Visselhövede

Personenverkehr fand bis zum Dezember 2008 in Form eines durch die DB Regio betriebenen, nicht durchgehend vertakteten Regionalbahnverkehrs der Relation Uelzen–Bremen statt. Im Fahrplanjahr 2009 verkehrten die Regionalbahnen für ein Jahr nur noch zwischen Uelzen und Langwedel, wo in Richtung Bremen umgestiegen werden musste. Begründet wurde diese Angebotseinschränkung mit verschiedenen Baumaßnahmen.
Die Strecke kam bis zur Aussetzung der Wehrpflicht in den Genuss bescheidenen Fernverkehrs: Bundeswehr-Intercitys aus Köln, nach 1990 aus Leipzig, IC 1960 ab / bis Munster von Berlin, fuhren für Rekruten, die am Wochenende Urlaub hatten.
Die Osthannoversche Eisenbahnen AG (OHE) hatte 2011 die Ausschreibung für das Heidekreuz, den Verkehr Bremen–Uelzen und Buchholz–Hannover, gewonnen. Die neu gegründete Tochtergesellschaft Erixx übernahm zum Fahrplanwechsel im Dezember 2011 für acht Jahre den Betrieb, der bis 2021 verlängert wurde. Bis auf wenige abschnittsweise Ausnahmen zu werktäglichen Hauptverkehrszeiten wurde ein Zweistundentakt gefahren. Seit 12. Dezember verkehrt die DB-Regio-Tochter Regionalverkehre Start Deutschland, die die Ausschreibung gewonnen hatte, mit denselben Triebzügen und ebenfalls im Zweistundentakt, dabei von Uelzen nach Bremen die erste Fahrt erst eine Stunde vor der zweiten. Die planmäßige Fahrzeit zwischen Uelzen und Bremen liegt in der Regel bei 126 Minuten (zum Vergleich, über Harburg in Verbindung von Nah- und Fernverkehrszügen etwa 100 min).

### Güterverkehr
Der nur geringfügige Güterverkehr, der Holztransportzüge, Übergaben an einen Visselhöveder Mineralölhändler sowie Containerzüge umfasst, wird durch die Osthannoverschen Eisenbahnen und DB Cargo betrieben. Selten gelangen auch Fahrzeuge der Mittelweserbahn oder der Verden-Walsroder Eisenbahn auf die Strecke. Bis 2019 befuhren auch Containerzüge (z. B. Enercon-Windradzüge) die Strecke. Zu besonderen Manövern wird die Amerika-Linie für NATO-Truppentransporte genutzt.

## Planungen
Die Strecke soll für den Güterverkehr besonders als Anschluss zum JadeWeserPort elektrifiziert und ausgebaut werden. Das Projekt war bereits im Bundesschienenwegeausbaugesetz 2004 enthalten.
Der Abschnitt Tadel (zwischen den aufgelassenen Bahnhöfen Jeddingen und Bendingbostel)–Langwedel hätte als Teil der Y-Trasse Hannover–Bremen für den Hochgeschwindigkeitsverkehr zweigleisig ausgebaut werden sollen. Anstelle der Y-Trasse wurde jedoch das Projekt Optimiertes Alpha-E + Bremen in den vordringlichen Bedarf des Bundesverkehrswegeplans 2030 aufgenommen. Im Zuge dessen ist eine Elektrifizierung und ein Ausbau der gesamten Strecke zwischen Uelzen und Langwedel vorgesehen.
Im dritten Gutachterentwurf des Deutschlandtakts ist ein abschnittsweiser zweigleisiger Ausbau sowie zusätzliche Kreuzungsbahnhöfe vorgesehen. Dafür sind, zum Preisstand von 2015, Investitionen von 110 Millionen Euro vorgesehen. Für weitere 55 Millionen soll eine niveaufreie Anbindung der Strecke im Bahnhof Langwedel entstehen. Zur Umsetzung des Deutschlandtakts soll ebenfalls die Höchstgeschwindigkeit der Strecke auf 100 km/h angehoben werden. Zwischen Kirchlinteln und Bendingbostel ist ein Begegnungsabschnitt geplant. Die Ergebnisse der Vorplanung wurden im Oktober 2024 vorgestellt. Die Vorbereitung der daran anschließenden parlamentarischen Befassung läuft. Die Deutsche Bahn rechnet mit dem Abschluss aller Planungen inklusive der Planfeststellung für Anfang der 2030er-Jahre und einem Baubeginn Mitte der 2030er-Jahre.
In Kirchlinteln wird ein neuer Haltepunkt für den Personenverkehr eingerichtet. Man plant hierfür einen im Vergleich zum früheren Bahnhof zentraleren Standort („Kirchlinteln-Ort“). Dieses wurde am 28. März 2019 zwischen dem Land Niedersachsen, der LNVG und der DB vereinbart. Die Inbetriebnahme des Haltepunkts soll zum Fahrplanwechsel im Dezember 2026 erfolgen (Stand 2023).
In Visselhövede wurde gelegentlich eine Schließung der Bahnstation und die Einrichtung eines weiter östlich gelegenen, innenstadtnäheren Haltepunktes angeregt.

## Fahrzeuge
Auf der Strecke waren früher regelmäßig die Baureihen 03 und 50 anzutreffen, die unter anderem in Uelzen stationiert waren. Insgesamt gilt die Verbindung als eine der am längsten regulär mit Dampflokomotiven befahrenen Verbindungen in Westdeutschland.
Ferner traf man bei Nahverkehrszügen direkt nach dem Krieg auf dampflokbespannte Züge sowie auf den Wittfelder Akkumulatortriebwagen. Diese wurden später durch Schienenbusse der Baureihe 798 und Vorserien-Triebwagen der Baureihe 628.0 ersetzt. In den 1980er und 1990er Jahren verkehrten regelmäßig die Baureihen 216 und 624 sowie die Baureihen 218 oder vereinzelt 212 vor lokbespannten Eilzügen.
Bis zum 10. Dezember 2005 fuhren Triebwagen der Baureihe 634, im Dezember 2008 endete der Einsatz der Triebwagen der Baureihe 614, mit dem Fahrplanwechsel Dezember 2011 wurden auf der Strecke auch die Dieseltriebwagen der Baureihen 628.2 und 628.4 abgelöst.
Derzeit verkehren Triebwagen vom Typ Alstom Coradia LINT. Eisenbahnverkehrsunternehmen war die Erixx GmbH. Vor den bis zum Fahrplanwechsel 2013 verkehrenden Intercity-Zügen zwischen Munster und Uelzen wurde die Baureihe 218 eingesetzt. Im Güterverkehr findet man gelegentlich die mit Red Tiger beschrifteten Streckendiesellokomotiven der Baureihe ADtranz DE-AC33C vor Holz- und Containerzügen sowie die Baureihen MaK G 1202 BB, MaK G 1204 BB oder MaK G 1205 BB vor kleineren Übergabezügen der OHE.